# Jaroslav Smítal
Jaroslav Smítal (ur. 16 sierpnia 1942, zm. 9 marca 2022) – matematyk, specjalizujący się w układach dynamicznych, analizie rzeczywistej i równaniach funkcyjnych.

## Życiorys
Studiował na Uniwersytecie Komeńskiego w Bratysławie, gdzie w 1972 uzyskał też stopień doktora (promotorem doktoratu był Tibor Šalát). Przez 25 lat pracował na macierzystej uczelni, w latach 1990-1991 pełniąc funkcję jej prorektora. Od 1993 do śmierci był pracownikiem Uniwersytetu Śląskiego w Opawie, gdzie stworzył Instytut Matematyki (przez wiele lat był jego dyrektorem) i w latach 1995-1998 był prorektorem.
Swoje prace publikował m.in. w „Aequationes Mathematicae”, „Real Analysis Exchange”, „Proceedings of the American Mathematical Society”, „Transactions of the American Mathematical Society” i „Ergodic Theory and Dynamical Systems”.
Był członkiem Učená společnost České republiky. 
Wypromował kilkunastu doktorów, doktoraty pod jego kierunkiem napisali m.in. Marta Štefánková i Ľubomír Snoha.